# 12340 Stalle
12340 Stalle eller 1992 YJ2 är en asteroid i huvudbältet som upptäcktes den 18 december 1992 av den belgiske astronomen Eric W. Elst vid CERGA-observatoriet. Den är uppkallad efter Stalle i Belgien.
Asteroiden har en diameter på ungefär 5 kilometer och den tillhör asteroidgruppen Vesta.